# Liste der Sieger im Beachhandball bei den World Games
Die Liste der Sieger im Beachhandball bei den World Games verzeichnet alle Medaillengewinner dieses Wettbewerbs.

## Frauen
| Event | Gold | Silber | Bronze |
| ----- | --- | --- | --- |
| 2001  | Ukraine | Deutschland Alexandra Armenat Janin Hetzer Christine Lindemann (TW) Stefanie Melbeck Maren Meyer-Wilkens Tanja Möller Christiane Otten Isabell Petrolli Anne-Christine Wiese Antje Wriede             | Brasilien 1 Lucha Silva |
| 2005  | Brasilien Cinthya Pires Militão Darlene Silva Soares Edna Márcia da Silva Costa Emanuelle Moreira Lima Idalina Borges Mesquita Jerusa Ferreira Dias Maria José Batista de Sales Marjory Karoline dos Santos Mayssa Raquel de Oliveira Taissi Santos da Costa | Ungarn Renáta Augusztné Kévés Barbara Ács Piroska Balogh Ágnes Kocsis Ildikó Megyes Judit Pavelekné Kovács Rita Pásztor Beatrix Simonné Hingyi Melinda Szélesi Brigitta Varga                         | Türkei Öznur Müge Alp Yeliz Yılmaz Senar Yeşilbayı Serpil İskenderoğlu Güneş Atabay Serpil Soylu Sibel Karausta Sevilay İmamoğlu Esra Yümer Önal Çiğdem Özcan |
| 2009  | Italien Carolina Balsanti Elena Barani Lorena Bassi Gyongyi Demeny Sandra Federspieler Carmen Onnis Florentina Pastor Sabrina Lorena Porini Silvia Scamperle                                                                                                 | Kroatien Marina Bazzeo Snjezana Botica Dubravka Bukovina Anja Daskijević Josipa Grebenar Melita Jug Ivana Lovrić Vlatka Šamarinec Jelena Vidović                                                      | Brasilien Millena Alencar Jerusa Ferreira Dias Raila Gomes Brandao Emanuelle Moreira Lima Cinthya Pires Camila Ramos de Souza Priscilla Roberta Annes Darlene Silva Soares Tatianne Yumi Nabissima                                                                    |
| 2013  | Brasilien Millena Alencar Jerusa Ferreira Dias Cinthya Piquet Camila Ramos de Souza Priscilla Roberta Annes Renata Santiago Patricia Scheppa Darlene Silva Soares Nathalie Souza Guedes De Sena                                                              | Ungarn Bozsana Fekete Kitti Gróz Ágnes Győri (TW) Ágnes Hajdu Ágnes Kókai Fruzsina Kretz Krisztina Sidó Emese Tóth Adrienn Zsigmond                                                                   | Norwegen Kjersti Beck Hege Bolstad Kamilla Érsek Elisabeth Hammerstad Rannveig Haugen Iselin Ryvoll Klev Tonje Klevstad Cathrine Korvald Martine Welfler |
| 2017  | Brasilien Millena Alencar Jéssica Barros Carolina Braz Ingrid Frazão (TW) Juliana Oliveira Cinthya Pires Renata Santiago Patricia Scheppa Nathalie Souza Guedes De Sena Camila Souza                                                                         | Argentinien Daniela Aguzzi Rocío Barros Florencia Bericio (TW) Rayén Cárdenas Ivana Eliges Florencia Ibarra Celeste Meccia Agustina Mirotta Carolina Rossi Luciana Scordamaglia                       | Spanien Silvia Lladró Fernandez Asunción Batista Portero Patricia Conejero Galán Raquel Caño Dominguez Sara Hernández Torrico Sonora Lucia Solano Caballero Andrea Sánchez Barrios Maria Luisa García Toro Cristina Conejero Galán Maria del Carmen Sanchez Hernandez |
| 2022  | Deutschland Katharina Filter (TW) Belen Gettwart Carolin Hübner Isabel Kattner Lena Klingler Lucie-Marie Kretzschmar Amelie Möllmann Michelle Schäfer Liv Süchting Kirsten Walter                                                                            | Norwegen Thea Granlund (TW) Ine Erlandsen Grimsrud Elisabeth Hammerstad Tonje Lerstad (TW) Marielle Martinsen Hanne Olsvik Susanne Pettersen Maren Sjaamo Martine Welfler Thina Helene Kolås Øyesvold | Argentinien Florencia Bericio (TW) Gisella Bonomi Fiorella Corimberto Micaela Corimberto Ivana Eliges Celeste Meccia Agustina Mirotta Carolina Ponce Luciana Scordamaglia Gisela Thurmann                                                                             |

## Männer
| Event | Gold | Silber | Bronze |
| ----- | --- | --- | --- |
| 2001  | Belarus Siarhei Ubozhanka | Spanien 1 Juan Carlos Zapardiel Cortes | Brasilien 1 Garson Silva |
| 2005  | Russland Mikhail Izmailov Aleksey Pshenichniy Sergey Predybailov Aleksey Egov Evgeny Zotin Vladimir Poletaev Aleksandr Nikora Dmitry Fedorov Konstantin Igropulo Michail Gromow                | Spanien Javier García Gómez Alberto Cervera Rodríguez Sebastián Hernández Lopez Juan Carlos Zapardiel Cortes Pedro Bago Rascon José Fernández Goma Javier de las Cuevas Macias Armand Torrego Gonzalez Jaime Fernández Osborne Tomás Jesús Ramírez Tirado | Kroatien Andro Vladušić Matija Černetić Sandro Uvodić Tomislav Sladoljev Anto Koroljević Hrvoje Biuklić Luka Pejčić Trpimir Petrač Tomislav Mesarov Davor Rokavec    |
| 2009  | Brasilien Nailson Amaral Daniel Baldacin Bruno Carlos de Oliveira Antonio Nascimento Jefte Leite Saraiva Wellington Novaes Jarison Ribeiro Cyrillo Rocha Anderson Souza Lima Gil Vicente Pires | Ungarn Balázs Babicz Ferenc Császár Zoltán Hímer András John László Kovácsovics Péter Kovács Norbert Musits Péter Szabó (TW) Evin Tuba Kovács (TW) Donát Warvasovszky                                                                                     | Kroatien Luka Bumbak Hrvoje Horvat Ivan Jurić Kresimir Malbasić Mladen Paradzik Ninoslav Pavelić Davor Rokaveć Josip Sandrk Drago Vojnović                           |
| 2013  | Brasilien Nailson Amaral Thiago Barcellos Bruno Carlos de Oliveira Gil Vicente Pires Danilo Eugenio Thiago Gusmão Wellington Novais Alves Jarison Pereira Jaime Torres                         | Russland Anton Dache Roman Kalaschnikow Vladimir Khmelkov Eduard Maksutov Vladimir Poletaev Nikolay Prokhorov Aleksey Pshenichniy Evgeny Svestula Anton Zabolotskiy                                                                                       | Kroatien Zvonimir Đikić Ivan Dumencić Hrvoje Horvat Ivan Jurić Mladen Paradžik Matej Semren Igor Totić Valentino Valentaković Drago Vojnović                         |
| 2017  | Brasilien Cristiano Rossa Nailson Amaral Bruno Oliveira Thiago Claudio Gil Vicente Pires Thiago Barcellos Marcel Machado Pedro Wirtzbiki Diogo Vieira Wellington Esteves                       | Kroatien David Henigman Josip Sandrk Dario Begonja Ivan Dumencić Ivan Jurić Zvonimir Đikić Matej Semren Tomislav Lauš Lucian Bura Dominik Marković | Katar Ahmed Morgan Amir Denguir Hadi Hamdoon Mohamed Hassan Mohsin Yafai Mohab Mahfouz Mutasem Mohamed Sid Kenaoui Hani Kakhi Anis Zouaoui                           |
| 2022  | Kroatien Ivan Jurić Ivan Dumenčić Lucian Bura Josip Leko Valentino Valentaković Josip Đukes Tomislav Lauš Nikola Finek Dominik Marković Filip Goričanec                                        | Katar Mutasem Amohamed Mohamed Hassan Ali Mohamed Abdulrazzaq Murad Mohsen al-Yafeai Mohamed Soussi Amir Denguir Sid Kenaoui Hani Kakhi Mohamed Saleh | Brasilien Nailson Amaral Renan Carvalho Hugo Fernandes Bruno Gomes Gama Bruno Oliveira Thiago de Oliveira Barcellos Gil Pires Cris Rossa Andre Simoes Marcelo Tuller |